# Habenaria gourlieana
Habenaria gourlieana là một loài thực vật có hoa trong họ Lan. Loài này được Gillies ex Lindl. mô tả khoa học đầu tiên năm 1835.